# Ding Jiemin

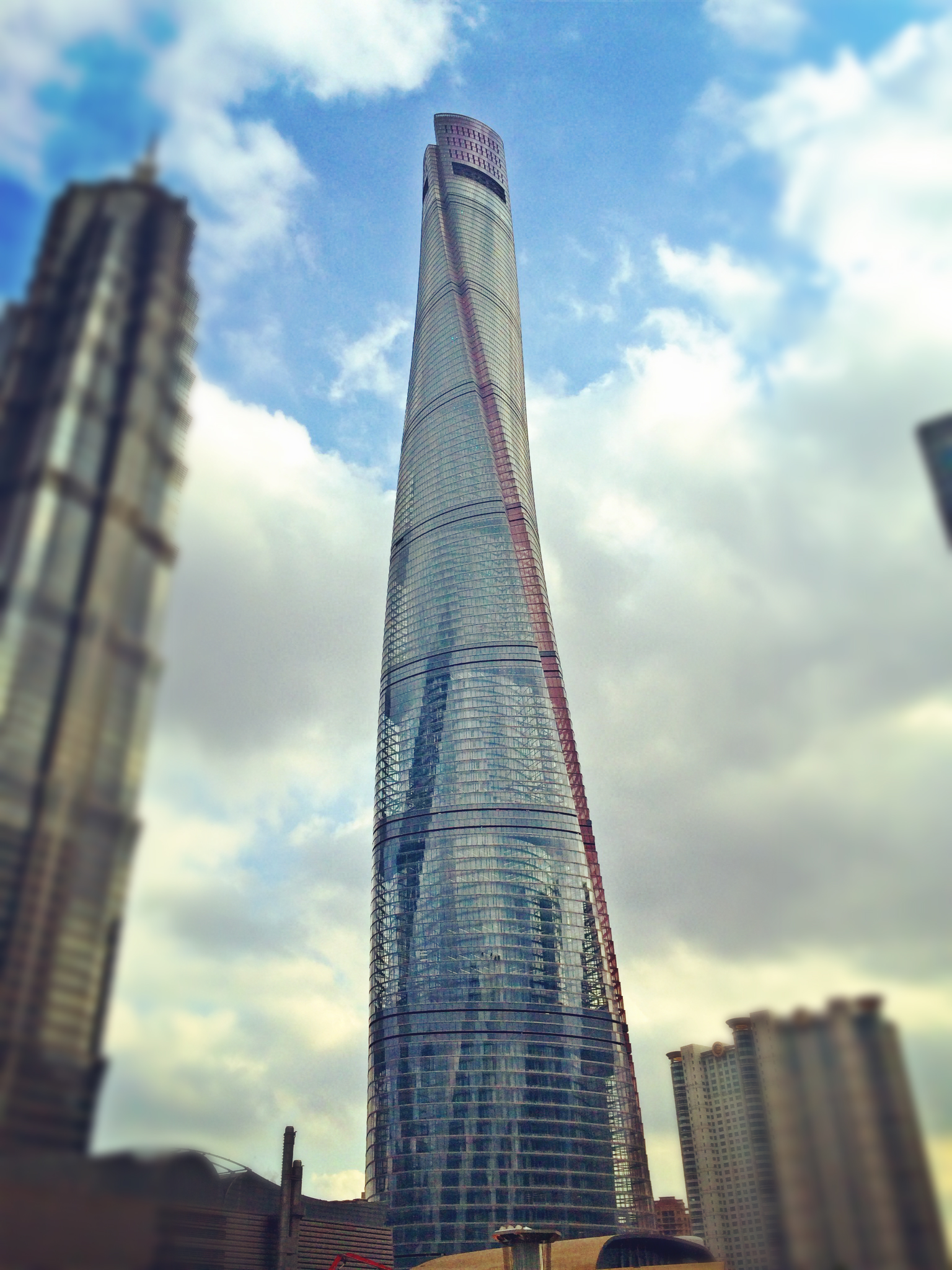
Shanghai Tower

Ding Jiemin (* 1957)  ist ein chinesischer Bauingenieur und Architekt.
Ding Jiemin studierte an der Tongji-Universität und wurde dort 1990 promoviert. Dort ist er auch Präsident des Architectural Design and Research Institute (TJADRI) und Professor für konstruktiven Ingenieurbau (Structural engineering). Er ist Präsident der Ingenieurs- und Architektenfirma Tongji Architectural Design.
Sein bekanntestes Bauwerk ist der 632 m hohe Shanghai Tower. Am Shanghai Tower waren das amerikanische Architekturbüro Gensler und das amerikanische Ingenieurbüro Thornton Tomasetti beteiligt. 2016 erhielt es den Best Tall Building Worldwide Award des Council on Tall Buildings and Urban Habitat (CTBUH). Eine Neuerung war die doppelte, gekrümmte Vorhangfassade. Ding war für die statische Berechnung verantwortlich. Ein weiterer Aspekt, den er bearbeitete, war die Sicherheit gegen Erdbeben.
2018 erhielt er die Goldmedaille der Institution of Structural Engineers, deren Fellow er ist.

## Schriften
- mit Zhijun He, Jiupeng Li:  Design and Study of Super Suspend Curtain Wall Support Structure of Shanghai Tower, in: Challenges in Design and Construction of an Innovative and Sustainable Built Environment, 19th IABSE Congress Stockholm, 21–23 September 2016, S. 2763–2770.
- mit Si Chao, Zhijun He, Honglei Wu: Structural Analysis and Design of Shanghai Tower, in: 35th Annual Symposium of IABSE / 52nd Annual Symposium of IASS / 6th International Conference on Space Structures, London, September 2011.
- mit Si Chao, Zhijun He, Honglei Wu, Xin Zhao:  Seismic Performance Evaluation of Shanghai Tower under Rare Earthquakes, in: 35th Annual Symposium of IABSE / 52nd Annual Symposium of IASS / 6th International Conference on Space Structures, London, September 2011.
- mit Si Chao, Tiantian Lu, Xin Zhao, Ying Zhou: Structural Stability Analysis of Shanghai Tower, in: 35th Annual Symposium of IABSE / 52nd Annual Symposium of IASS / 6th International Conference on Space Structures, London, September 2011.
- mit Tiantian Lu u. a.: Stability analysis of the Shanghai tower and research on effective length of super column, Journal of Building Structures, Band 32, Heft 7, 2011, S. 8–14